# Тарасуль Олександр Геннадійович
Тарасуль Олександр Геннадійович — український сценарист.
Народився 23 листопада 1959 р. в родині режисера Г. Л. Тарасуля.
Закінчив Одеський державний університет ім. І. І. Мечникова.
Автор сценаріїв фільмів: «Сім днів з російською красунею» (1991, «Мосфільм»), «Імперія піратів» (1994, Ялтинська кіностудія), «Джентльмен-шоу» (1990–1994), «Божевільні макарони» (1994–1995, мультф., З с. «Славутафільм») тощо.
Член Національної Спілки кінематографістів України.